# Jeffrey Kaplan
Jeffrey Kaplan, noto anche con lo pseudonimo di Tigole (New Jersey, 4 novembre 1972), è un autore di videogiochi statunitense.
Inizia la sua carriera lavorando per Blizzard Entertainment nel Maggio del 2002 come tester nel videogioco Warcraft 3. Successivamente contribuì come world designer (dungeon, raid, quest) nel videogioco World of Warcraft e nelle sue due espansioni, lavorando a stretto contatto con Chris Metzen e Pat Nagle. Nel 2009 Kaplan annuncia il suo ritiro da Game Director di World Of Warcraft, per dedicarsi ad altri ruoli. Kaplan rimase a capo dello sviluppo di Overwatch fino al 20 aprile 2021, giorno nel quale venne annunciato il suo abbandono della compagnia dopo 19 anni di collaborazione.
Kaplan è stato assunto da Blizzard grazie alla sua esperienza nel videogioco EverQuest nel quale militava in una delle più importanti gilde chiamata Legacy of Steel, la gilda è stata capeggiata da Rob Pardo (un altro game designer di Blizzard Entertainment).